# Középső garat-összeszorító izom

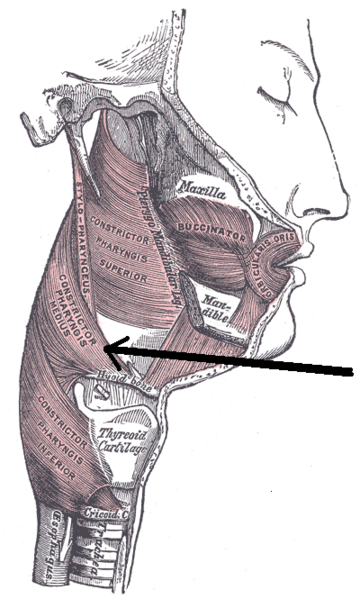
A garat-összeszorító izmok (a nyíl mutatja)

A középső garat-összeszorító izom (latinul musculus constrictor pharyngis medius) egy izom a nyakban.

## Eredés, tapadás, elhelyezkedés
A nyelvcsont (os hyoideum) két kiemelkedéséről valamint a ligamentum stylohyoideus-ról ered. A pharyngeal raphe középső részén tapad.
Két részét különítik el eredésük helyének megfelelően:
- Ceratopharyngealis rész: a nyelvcsont cornu maiorjáról ered[1]
- Chondropharyngeal rész: a nyelvcsont cornu minorjáról és a ligamentum stylohyoideum alsó részéről ered. Ez az izom anterior eredése.[1]

## Funkció
Segít a nyelésben.

## Beidegzés, vérellátás
A plexus pharyngeuson keresztül a ramus pharyngeus nervi vagi idegzi be. A arteria carotis externa látja el vérrel.